# Frank Springer
Pour les articles homonymes, voir Springer.
Compléments
Les Aventures de Phoebe Zeit-Geist
Dazzler
Nick Fury
Frank Springer (né le 6 décembre 1929 à Jamaica (Queens) et mort le 2 avril 2009 à Damariscotta dans le Maine) est un dessinateur américain de comics.

## Biographie
Frank Springer naît le 6 décembre 1929 à Jamaica (Queens). Il suit des études d'art à l'université de Syracuse où il obtient son diplôme en 1952. Après avoir servi dans l'armée, il est assistant de George Wunder sur le comic strip de Terry et les pirates de 1955 à 1960. À partir des années 1960, il travaille pour de nombreuses maisons d'édition de comics, passant de l'une à l'autre. Ainsi pour Dell Comicsil dessine de nombreux comics comme l'adaptation de La Grande Vallée, Charlie Chan. À la fin des années 1960, il commence à travailler aussi pour DC Comics - où son nom se retrouve sur les comics de Elongated Man, The Shadow, Our Army at war, etc. - ainsi que pour Marvel Comics sur des titres comme Spider-Man ou Spider-Woman. Il produit aussi quelques comics pour des éditeurs moins importants comme Seabord, Charlton Comics et Continuity Comics. En 1967-68, il dessine Les Aventures de Phoebe Zeit-Geist dans la revue littéraire américaine Evergreen. Durant les années 1970, en plus des travaux pour des comic books, il revient aux comic strip (Rex Morgan, M.D., Incredible Hulk et Virtue of Vera Valiant sur des scénarios de Stan Lee). De 1971 à 1988, il participe régulièrement à la revue parodique National Lampoon. Enfin dans les années 1990 il dessine le strip de The Adventures of Hedley Kase. Il meurt le 2 avril 2009.

## Œuvres
- Les Aventures de Phoebe Zeit-Geist.
- Little Annie Fanny

DC Comics
- Secret Six
- Batman
- House of Mystery #171
- Detective Comics

Marvel Comics
- Dazzler
- Captain Marvel
- Ka-Zar
- Nick Fury, Agent of SHIELD
- Peter Parker, The Spectacular Spider-Man
- Spider-Woman
- Transformers
- Transformers: Headmasters Vol 1 #1-4, 1987 avec Bob Budiansky
- G.I. Joe: A Real American Hero
- US 1 1983 avec Al Milgrom
- Web of Spider-Man #52
- What if? (comics) #34

## Récompenses
- 1974 : Prix du comic book non humoristique de la National Cartoonists Society
- 1978 : Prix du comic book non humoristique de la National Cartoonists Society
- 1982 : Prix du comic book non humoristique de la National Cartoonists Society
- 2004 : Prix Inkpot[3].